# Левенберг, Эдуард Александрович
Эдуард Александрович Левенберг, вариант имени Аркадий (22 сентября или 28 сентября 1886 — не ранее 1956) — российский политический деятель и советский адвокат, делегат Всероссийского учредительного собрания от Юго-Западного фронта.

## Биография
По одним данным из крестьянской семьи, по другим сведениям сын Александра Львовича Левенберга, торговца керосином, мазутом, машинным цилиндровым маслом. Участвовал в партии эсеров, являлся поднадзорным с 1903, высылался в Вятскую губернию в 1907, в Архангельскую губернию в 1911. Учился на юридическом факультете Петербургского университета, в 1907 исключён. 
В годы 1-й мировой войны призван в царскую армию, фейерверкер. В 1917 председатель исполкома Юго-Западного фронта, делегат III съезда ПСР. Состоял членом следственной комиссии по делу генерала Л. Г. Корнилова. 5 января 1918 участвовал в заседании Учредительного собрания. 
В 1921 находился в Ярославском политизоляторе, в 1922 организовал бюро защиты членов центрального комитета партии эсеров («цекистов»). В 1928 был одним из адвокатов на процессе по «Шахтинскому делу». Жил в Московской области. В 1938 Военной коллегией Верховного суда СССР осуждён на 10 лет ИТЛ, в лагере перенёс инсульт. Освобождён в 1956, тогда же реабилитирован.